# Línia evolutiva de Bonsly
Aquesta línia evolutiva de Pokémon inclou Bonsly i Sudowoodo.

## Bonsly
Bonsly és una de les espècies que apareixen a la franquícia Pokémon. És de tipus roca i evoluciona a Sudowoodo.

## Sudowoodo
Sudowoodo és una de les espècies que apareixen a la franquícia Pokémon. És de tipus roca i evoluciona de Bonsly.